# Willy Stöwer

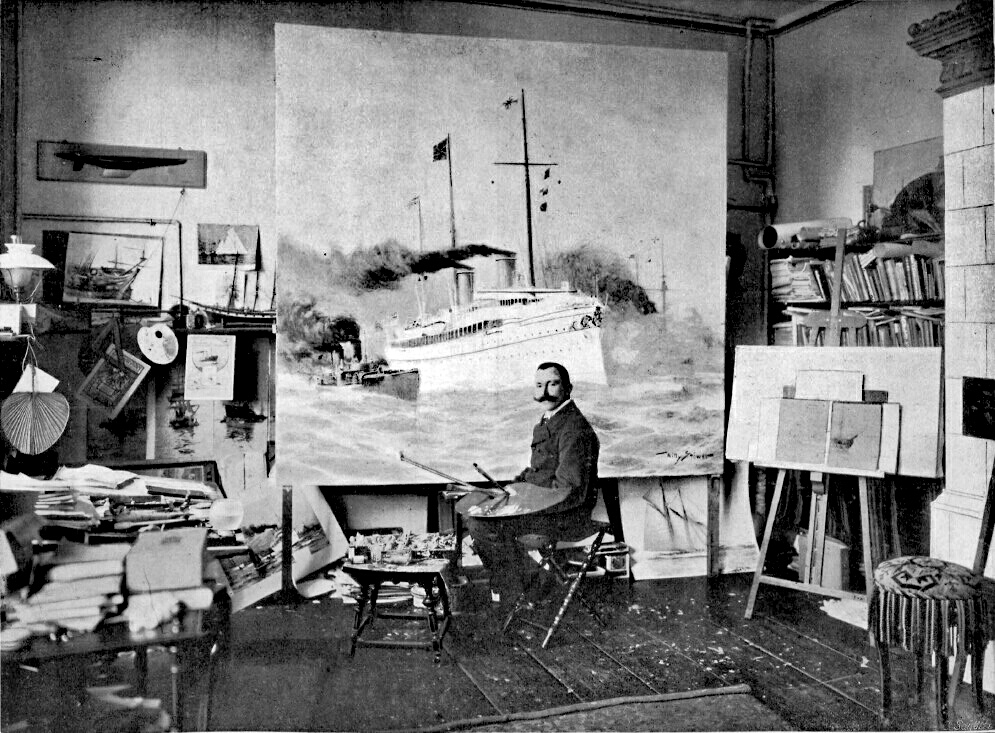
Willy Stöwer in seinem Atelier (1903)

Grab von Willy Stöwer in Berlin-Kreuzberg

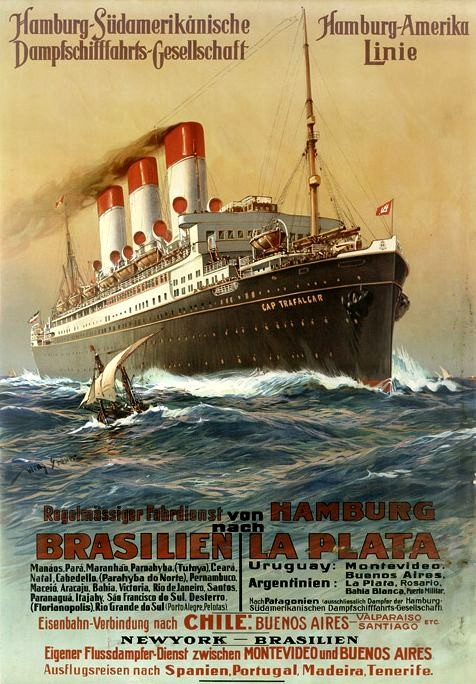
Von Stöwer gestaltetes Plakat mit der Cap Trafalgar

Willy Stöwer (* 22. Mai 1864 in Wolgast, Königreich Preußen; † 31. Mai 1931 in Berlin) war ein deutscher Marinemaler der Kaiserzeit.

## Leben
Der Sohn eines Wolgaster Kapitäns, dessen Zeichentalent früh erkannt wurde, erlernte zunächst den Beruf eines Schlossers. Nach erster Tätigkeit unter anderem als Techniker in Konstruktionsbüros verschiedener deutscher Werften, erhielt Stöwer bald erste Aufträge als Maler, Zeichner und Illustrator. Seine Maltechnik hatte er sich als Autodidakt angeeignet. Seine Heirat 1892 mit Henriette Dettmann aus wohlhabendem Hause ermöglichte ihm, nur noch als freier Künstler zu arbeiten.
Stöwer war Vorstandsmitglied des Deutschen Flottenvereins. Er entwarf 1900 für den Kölner Schokoladeproduzenten Ludwig Stollwerck Stollwerck-Sammelbilder, u. a. die Sammelbildserie 132 Die neuen deutschen Kriegsschiffe für das Stollwerck-Sammelalbum Nr. 3. Kaiser Wilhelm II. war ein begeisterter Anhänger und Förderer des Künstlers und besaß mehrere seiner Werke. Willy Stöwer begleitete den Monarchen zwischen 1905 und 1912 auf mehreren seiner Schiffsreisen. 1907 wurde ihm der Professoren-Titel verliehen.
Besondere Bekanntheit erlangte Stöwers Darstellung des Untergangs der Titanic in der Zeitschrift Die Gartenlaube. Der Illustrationsauftrag, den er kurze Zeit nach der Katastrophe 1912 anfertigte, weist vor allem die folgenden zwei Fehler auf: Während des Untergangs waren keine Eisberge in der Nähe und der vierte Schornstein konnte keinen schwarzen Rauch ausstoßen, da er vor allem zur Entlüftung diente. Das Bild mit weiteren Detailfehlern wurde bis in unsere heutige Zeit vielfach im europäischen Raum zitiert und unzählige Male abgedruckt. Als Illustrator lieferte Stöwer in den Jahren 1892 bis 1929 rund 900 schwarzweiße und 335 farbige Abbildungen für insgesamt 57 Bücher. Weitere Aufträge betrafen unter anderem Plakate, Postkarten, Etiketten und Werbeprospekte.
Wie bei anderen Marinemalern der Kaiserzeit, zum Beispiel Hans Bohrdt, war mit der Abdankung von Kaiser Wilhelm II. und dem Niedergang der deutschen Seemacht und Handelsflotte seine große Schaffensperiode vorbei. Er erhielt nur noch wenige Illustrationsaufträge von deutschen Reedereien und hatte bis zu seinem Tod große Probleme, ohne die kaiserliche Gunst seinen Lebensunterhalt zu bestreiten.
Wenig beachtet, starb Willy Stöwer 1931 in seiner, durch den Architekten Paul Poser (1876–1940) geplanten und 1913 errichteten Villa Gabrielenstraße 68 in Berlin-Tegel. Er wurde im Erbbegräbnis der Familie Dettmann auf dem Friedhof III der Jerusalems- und Neuen Kirche in Berlin-Kreuzberg beigesetzt. Seine Gattin, die nur vier Monate nach ihm starb, ist ebenfalls dort bestattet.

## Werke (Auszug)
- Deutsche U-Boot-Taten 1916, Bildband herausgegeben von der Reichsmarinestiftung, Berlin 1916
- Der letzte Händedruck, 1898 (Erinnerung an den Untergang des Schiffes La Bourgogne)[4]
- Seegefecht. Versenkung des italienischen Zerstörers „Turbine“ durch österreichische Zerstörer am 24. Mai 1915. Öl auf Leinwand, 50 × 75 cm. Heeresgeschichtliches Museum, Wien
- Gefecht auf der Doggerbank (Beschuss des englischen Schlachtkreuzers „HMS Lion“ durch das deutsche Torpedoboot „V5“), 1915, Zeichnung, Deutsches Bundesarchiv, Koblenz.
- Das alte Linienschiff Kaiser Friedrich III. unter Helgoland, Aquarell.
- Kanonenboot Iltis dampft, zum Nahkampf übergehend, an Algerine vorbei, 1904
- Kleiner Kreuzer „S.M.S. Berlin“ der Bremen-Klasse, Deutsches Bundesarchiv, Koblenz
- Kleiner Kreuzer „SMS Ariadne“ im Gefecht, 1914, Deutsches Bundesarchiv, Koblenz

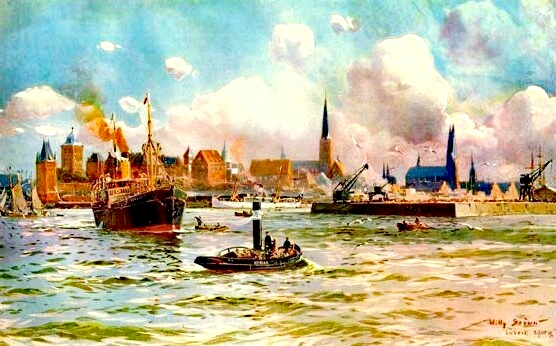
Der Hafen von Lübeck um 1909
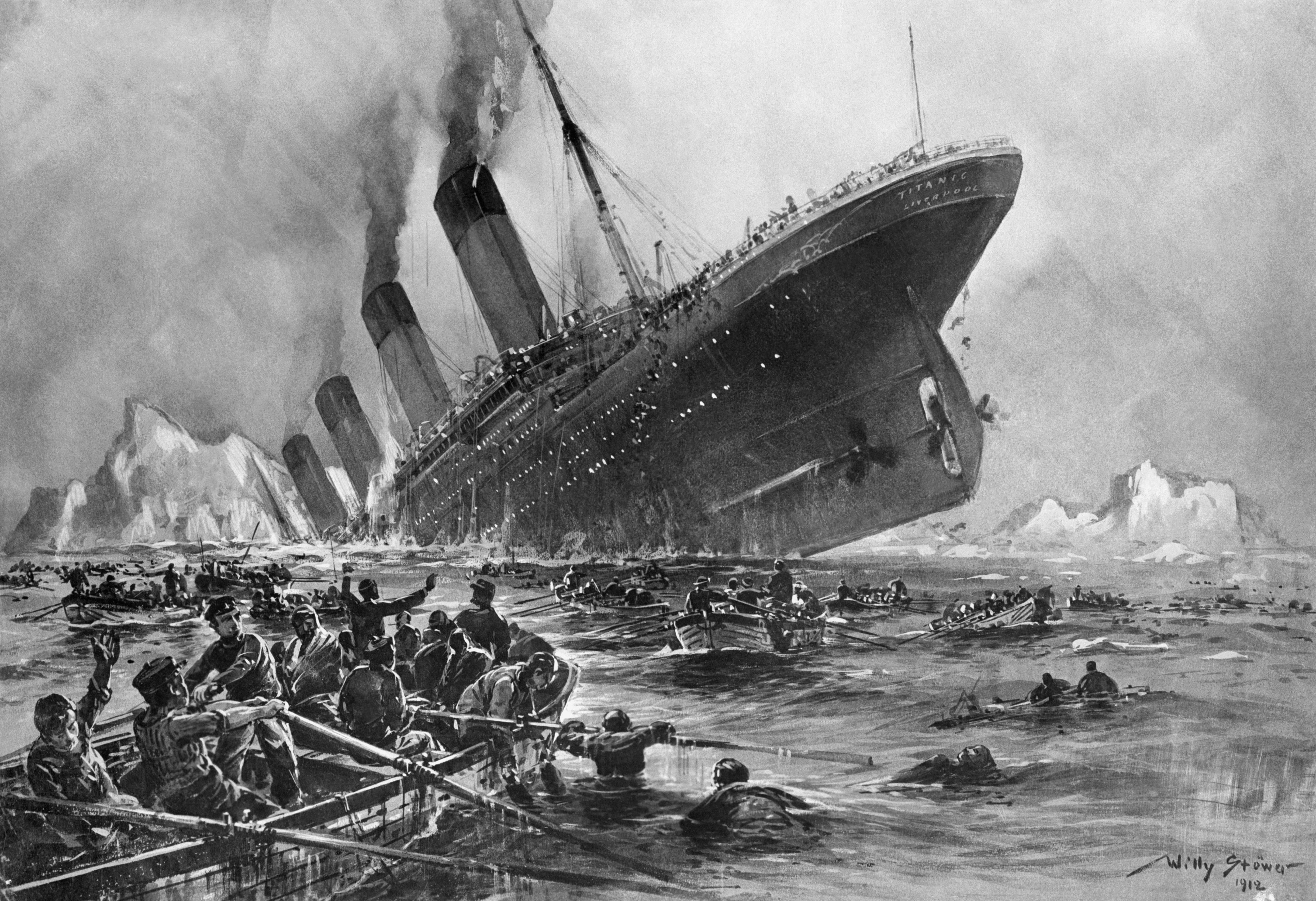
Der Untergang der Titanic
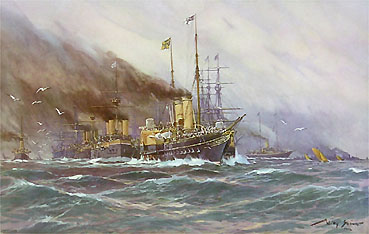
Die Yacht Hohenzollern
Hilfskreuzer Seeadler jagend
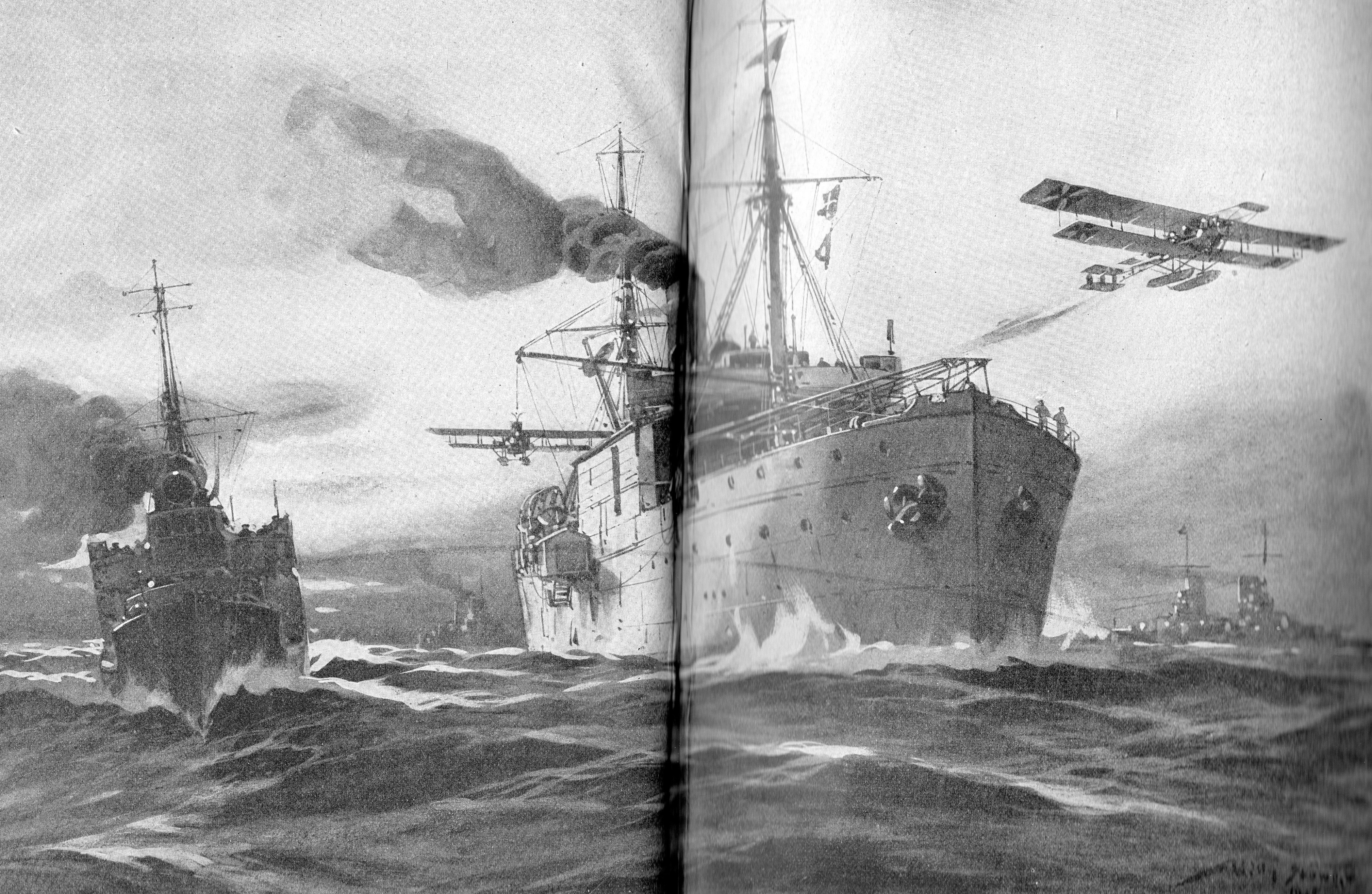
Flieger und Flugzeugmutterschiff bei den Kämpfen im Rigaischen Meerbusen am 15. September 1915

## Schriften
- Hrsg.: Kaiser Wilhelm II. und die Marine, Text von Admiralitätsrat Georg Wislicenus. Scherl, Berlin 1912.
- Zur See mit Pinsel und Palette: Erinnerungen. Georg Westermann, Braunschweig 1929.